# Ligue de jeunesse du Congrès national africain
La Ligue de jeunesse du Congrès national africain (African National Congress Youth League - ANCYL) est, en Afrique du Sud, la branche jeunesse du Congrès national africain (ANC). Elle est dirigée par un Comité national exécutif et un Comité national de travail. Le premier président de la ligue a été Anton Lembede (1944).

## Historique
La ligue de jeunesse de l'ANC est fondée le 2 avril 1944 par Ashley Peter Mda, Walter Sisulu et Oliver Tambo. Son objectif est alors de galvaniser la jeunesse noire afin d'intensifier la lutte contre la ségrégation raciale légalisée dans le pays sous la forme du colour bar. Son manifeste promeut l'africanisme et la direction de l'Afrique du Sud par le peuple noir sud-africain, organisé lui-même indépendamment des autres groupes de population. À l'époque, le pays est dirigé par Jan Smuts et le parti uni. Quatre ans plus tard, la victoire du parti national, favorable à une ségrégation renforcée et institutionnalisée, favorise la prise de contrôle de l'ANC par la ligue de jeunesse qui lui impose un programme plus militant et radical dans l'opposition à la domination de la minorité blanche.
Le programme d'action de la ligue implique de recourir à la désobéissance civile, aux boycotts et aux grèves pour protester contre les centaines de lois et de règlements promulgués dans le cadre de la mise en place du système d'apartheid. Il s'agit alors d'une rupture radicale avec les stratégies antérieures et une volonté de transformer l'ANC en un mouvement de masse révolutionnaire. Ce programme et l'influence de la ligue de jeunesse se manifestent clairement lors de la campagne de défiance en 1952 et lors de plusieurs campagnes de protestations ciblant des lois spécifiques de l'apartheid telle celle sur l'éducation bantoue. L'objectif est de rendre le pays ingouvernable et de forcer le gouvernement à négocier.
Cependant, l'adoption de la Charte de la liberté en 1956 sème les germes de la division dans les rangs de la ligue de jeunesse. Plusieurs jeunes militants panafricanistes, tels Robert Sobukwe et Ashley Peter Mda, condamnent la Charte de la Liberté et ses options multiraciales. En 1959, ils quittent l'ANC pour former le Congrès panafricain d'Azanie (PAC). La ligue décline alors et n'est plus le fer de lance de l'ANC, lequel a absorbé plusieurs de ses dirigeants dans son conseil exécutif ou à d'autres postes de direction.
En 1960, à la suite du massacre de Sharpeville, le PAC, l'ANC et leurs organisations associées sont interdites et entrent dans la clandestinité. La ligue de jeunesse sombre alors en léthargie tandis qu'en exil en Grande-Bretagne et en URSS, l'ANC unifie ses organisations de jeunesses au sein d'une section des Jeunes et des Étudiants de l'ANC (ANC Youth and Student Section), dirigée par Thabo Mbeki. Cependant, en Afrique du Sud, plusieurs organisations de jeunesse apparaissent et reprennent alors sur place le flambeau de la résistance noire à l'apartheid à l'instar de l'Organisation des étudiants d'Afrique du Sud (South African Student Organisation - SASO), dirigée par Steve Biko et du Congrès des étudiants sud-africains.
Dans les années 1980, l'ANC reprend la main dans la lutte contre l'apartheid grâce à ses réseaux internationaux et à la figure de proue de Nelson Mandela. Elle met en place un comité national pour former une organisation nationale de la jeunesse qui aboutit, le 28 mars 1987 à la formation du Congrès sud-africain de la jeunesse (SAYCO), secrètement créé au Cap par Peter Mokaba, un ancien prisonnier de Robben Island.
En 1990, à la suite de la levée de l'interdiction de l'ANC, du PAC et de leurs organisations affiliées, par le président Frederik de Klerk, la ligue de jeunesse de l'ANC est officiellement rétablie en vue d'appuyer les négociations entre le gouvernement et les différents partis politiques sud-africains, dont l'ANC.
Après les élections générales sud-africaines de 1994 qui voient l'ANC prendre la direction du gouvernement sud-africain, les objectifs de la Ligue sont redéfinis en mobilisant les jeunes derrière la vision de l'ANC sur l'avenir du pays et en s'occupant de leurs intérêts socio-économiques. La Ligue constitue dès lors un vivier d'où émergent les futurs dirigeants provinciaux ou locaux de l'ANC mais aussi un courant politique radical, qui a son mot à dire dans le choix des dirigeants nationaux et des ministres.
Durant les années 2000, la Ligue de jeunesse, souvent considérée comme turbulente par ses ainés, est dirigé par Julius Malema avant son exclusion de l'ANC. Plusieurs de ses dirigeants sont suspendus pour avoir semé la division au sein du parti, pour avoir critiqué le gouvernement Zuma ou avoir repris dans ses meetings un chant controversé intitulé « Tuez le Boer, tuez le fermier ».

## Liste des dirigeants de la ligue
- Anton Lembede : 1944 - 1947
- Peter Mda : 1947 - 1950
- Nelson Mandela : 1950 - 1960
- Peter Mokaba : 1990 - 1994
- Lulu Johnson : 1994 - 1996
- Malusi Gigaba : 1996 - 2004
- Fikile Mbalula : 2004 - 2008
- Julius Malema : 2008 - 2012
- Collen Maine : 2015 -